# 牢州
牢州（ろうしゅう）は、中国にかつて存在した州。唐代から北宋初年にかけて、現在の広西チワン族自治区玉林市一帯に設置された。

## 概要
619年（武徳2年）、唐により漢の牂牁郡の土地に義州が置かれた。622年（武徳5年）、義州は智州と改称された。637年（貞観11年）、智州は牢州と改称された。742年（天宝元年）、牢州は定川郡と改称された。758年（乾元元年）、定川郡は牢州の称にもどされた。牢州は嶺南道の容管十州に属し、南流・定川・宕川の3県を管轄した。
972年（開宝5年）、北宋により牢州は廃止された。定川・宕川の2県は廃止され、南流県に併合された。南流県は鬱林州に移管された。